# East Lynne (romanzo)
East Lynne è un romanzo della scrittrice britannica Ellen Wood.

## Storia editoriale
Inizialmente pubblicato in forma seriale all'interno della rivista The New Monthly Magazine, tra il gennaio del 1860 e il settembre del 1861, venne successivamente ripubblicato come un romanzo in tre volumi il 19 settembre del 1861.
L'autrice stessa spiega il motivo di questa scelta: la pubblicazione in tre tomi era piuttosto costosa, ma conferiva una certa rispettabilità al libro, che altrimenti sarebbe stato disprezzato dalla critica in quanto romanzo appendice, genere ritenuto colpevole di svalorizzare la letteratura per la facilità dei temi trattati e la pubblicazione su giornali acquistabili a basso prezzo e fruibili da tutti.

## Trama
La protagonista è una giovane donna dall'aspetto affascinante, Lady Isabel che, dopo la morte del padre, accetta la proposta di matrimonio di Archibald Carlyle, un avvocato di successo. Egli, per far fronte ai problemi finanziari della donna, compra la proprietà fondiaria di famiglia, chiamata East Lynne (che diede il titolo al romanzo), in cui la coppia si trasferisce a vivere. Lady Isabel dà alla luce tre figli, eppure non vive serenamente. Si trova sottomessa quotidianamente ai voleri della sorella del marito, che vive con loro in casa, e si rende conto di non riuscire ad amare l'uomo come sperava al momento del matrimonio. La sua salute peggiora e il medico le consiglia di trascorrere un periodo al mare per ristabilirsi. Qui incontra Francis Levison, un nobile aristocratico che la seduce.
Una volta tornata a casa, abbandona il marito e i figli per scappare con il suo nuovo amante in Francia, dopo aver sospettato di una presunta amicizia del marito con un'altra donna, Barbara Hare. Dopo un anno Lady Isabel rimane incinta, ma si rende presto conto di essere stata ingannata. Levison infatti sembra non avere alcuna intenzione di sposarla, e in poco tempo la abbandona. Sfortunatamente Lady Isabel è anche vittima di un incidente in treno che provoca la morte del figlio che teneva in grembo e la ferisce gravemente, sfigurandole il volto.
Le autorità comunicano erroneamente a Mr. Carlyle che la moglie è morta, e lui decide allora di risposarsi. Lady Isabel decide di varcare nuovamente la soglia di casa non sapendo dove altro andare e si presenta con un falso nome: il suo aspetto è talmente sfigurato che non viene riconosciuta, e viene anzi assunta come domestica. La convivenza con il marito e la sua nuova famiglia però, le ricordano ogni giorno la sua sfortuna e la gettano nello sconforto e nella depressione. L'umore negativo influisce inevitabilmente anche sulla sua salute fisica. In letto di morte rivela la sua vera identità confidandosi con il marito, che la perdona.

## Stile e linguaggio
Il linguaggio è caratterizzato da colloquialismi e slang, tratti distintivi dell'autrice. I temi trattati, il divorzio, l'adulterio, la colpa, minacciano l'idea della famiglia tradizionale, svincolandosi dai rigidi dettami morali dell'epoca e attirando l'attenzione dei lettori. La caratteristica principale del romanzo è quella di portare in scena personaggi della vita quotidiana in chiave trasgressiva e oscura: per il lettore è eccitante scoprire che questo lato nascosto può essere allora celato per analogia anche all'interno delle proprie mura domestiche.
La trama inoltre non è incentrata soltanto sulla figura femminile di Lady Isabel, perché anche i personaggi maschili risultano ugualmente importanti. A differenza del romanzo sentimentale tradizionale, in cui ruota tutto intorno alla figura della donna, l'autrice in questo caso è particolarmente efficace anche nel ritrarre i personaggi maschili, tanto da superare una visione di genere e rendere appetibile il romanzo non soltanto a un pubblico femminile. Ciò contribuì al successo dell'opera.
Ellen Wood affrontò, all'interno del romanzo, problemi reali che all'epoca entusiasmavano la stampa e facevano discutere la popolazione, come il Matrimonial Causes Act, approvato dal Parlamento inglese nel 1857. Attraverso questa legge, il governo considerò per la prima volta il matrimonio appartenente sia alla sfera ecclesiastica sia civile, e permise il divorzio.

## Adattamenti
Da quest'opera sono state adattate innumerevoli opere teatrali, nonché diverse versioni cinematografiche:
- East Lynne, film muto del 1921 sceneggiato, diretto e prodotto da Hugo Ballin
- Ripudiata (East Lynne, 1931) diretto da Frank Lloyd

## Citazioni letterarie
Nella Antologia di Spoon River dello scrittore americano Edgar Lee Masters, l'attrice di teatro Flossie Cabanis, fra le centinaia di voci narranti  dal mondo dei morti, ricorda: "L'ambizione s'infiammò quando a sedici anni vidi recitare East Lynne" (Milano, Arnoldo Mondadori Editore, 1987, pag.73).